# Bleckwedel
Bleckwedel ist ein Ortsteil der Stadt Visselhövede im niedersächsischen Landkreis Rotenburg (Wümme).

## Geographie
Bleckwedel liegt im südwestlichen Bereich der Stadt Visselhövede, 7 km südwestlich vom Kernort Visselhövede. Zum Ortsteil  Bleckwedel gehören die Ortschaften Bleckwedel, Lehrden und Egenbostel sowie der einstellige Hof Tadel und Königshof.
Nachbarorte sind – von Norden aus im Uhrzeigersinn – Jeddingen, Visselhövede (Kernort), Kettenburg, Stellichte, Sieverdingen, Heins und Schafwinkel.

## Geschichte
Seit der Gebietsreform, die am 1. März 1974 in Kraft trat, ist die vorher selbstständige Gemeinde Bleckwedel eine von 15 Ortschaften der Stadt Visselhövede.

## Politik
Ortsvorsteher ist Rüdiger Voigt.

## Wirtschaft und Infrastruktur
Bleckwedel liegt fernab des großen Verkehrs. Die Bundesautobahn 27 verläuft acht Kilometer entfernt südlich, die von Bomlitz über Visselhövede nach Rotenburg (Wümme) führende Bundesstraße 440 verläuft sechs Kilometer entfernt nördlich und die Landesstraße L 171 von Visselhövede nach Verden (Aller) verläuft zwei Kilometer entfernt nördlich.
In Bleckwedel gibt es keine Straßenbezeichnungen, sondern nur Hausnummern, nach denen sich Einwohner, Postboten, Lieferanten und Besucher orientieren müssen.